# ليون ستوفر
ليون ستوفر (بالإنجليزية: Leon Stover)‏ (1929 - 2006)؛ عالم إنسان وروائي أمريكي. درس في جامعة كولومبيا.